# Zbudzone furie
Zbudzone furie (tyt. oryg. Woken Furies) – brytyjska powieść fantastycznonaukowa napisana przez Richarda Morgana. Została wydana 17 marca 2005 przez wydawnictwo Victor Gollancz Ltd. Polskie wydanie ukazało się w 2006 roku nakładem wydawnictwa ISA. Zbudzone furie są trzecim tomem trylogii Takeshi Kovacs.

## Odbiór
Powieść była zrecenzowana m.in. w Nowej Fantastyce 2007/01.